# Хімічук Ігор Ігорович
І́гор І́горович Хімічу́к (1990—2020) — старший солдат Збройних сил України, учасник російсько-української війни.

## З життєпису
Народився 1990 року в місті Чуднів (Житомирська область), де й проживав.
З початку 2015-го до кінця 2016 року проходив службу в 1-му батальйоні ім. Кульчицького Національної гвардії України. До 2018-го проходив службу за контрактом — у 81-й аеромобільній бригаді, з 2018 року — в Чуднівському райвійськкоматі.  
Відряджений до 72-ї бригади; старший солдат, водій відділення забезпечення, був на посаді навідника.
16 січня 2020 року загинув о 14-й годині поблизу села Новозванівка Попаснянського району від пострілу ворожого снайпера з напрямку окупованого смт Калинове. 
21 січня 2020-го похований у Чуднові. 
Без Ігоря лишились мама Лариса Тимофіївна, дві сестри, дружина Інна Олександрівна та маленький син Тимофій.

## Нагороди та вшанування
- Указом Президента України № 131/2020 від 7 квітня 2020 року за «самовіддане служіння Українському народові, особисту мужність, виявлену у захисті державного суверенітету та територіальної цілісності України» нагороджений орденом «За мужність» III ступеня (посмертно)[4]
- 18 травня 2020 в Чуднівському районному військовому комісаріаті відкрито меморіальну дошку на честь Ігоря Хімічука[5].
- Вшановується в меморіальному комплексі «Зала пам'яті», в щоденному ранковому церемоніалі 16 січня[6][7].